# Трубников, Пётр Яковлевич
Пётр Я́ковлевич Тру́бников (12 июня 1920, пос. Мучкап, Тамбовская губерния — 9 февраля 2000, Москва) — советский и российский юрист, специалист в области гражданского процессуального права, Доктор юридических наук, профессор, Заслуженный юрист РСФСР.

## Биография
Родился 12 июня 1920 года в посёлке Мучкап Тамбовской губернии) в крестьянской семье.
В ноябре 1939 года  призван в Красную Армию. В 1941 году окончил Первое ленинградское авиационно-техническое училище. Во время Великой Отечественной войны (август 1941 - октябрь 1945) служил авиатехником истребителей Як в 43-м истребительно-авиационном полку. Закончил войну в Берлине в звании майора.
В 1949 году окончил ВЮЗИ. С 1949 года избирался народным судьёй Щербаковского района г. Москвы; в 1952—1953 и 1957—1962 годах являлся членом Верховного Суда РСФСР. В 1953—1957 годах работал начальником Управления учебных заведений Министерства юстиции СССР, инструктором Отдела административных органов ЦК КПСС.
С 1962 по 1992 год — член Верховного Суда СССР. Всего переизбирался членом Верховного суда 12 раз.
В 1992—2000 годы — профессор кафедры гражданского процесса Московской государственной юридической академии, одновременно (1993—1999) — главный научный сотрудник Российской правовой академии Министерства юстиции РФ.
Умер 9 февраля 2000 года. Похоронен на Троекуровском кладбище г. Москвы.

## Научная деятельность
В 1954 году защитил кандидатскую диссертацию («Советский суд в борьбе с гражданскими правонарушениями»), в 1969 — докторскую («Пересмотр в порядке судебного надзора решений, определений и постановлений в советском гражданском процессе»).
Автор более 150 юридических научных трудов, в том числе монографий, курса и учебников по гражданскому процессу, комментариев, научных статей в советских (российских) и зарубежных изданиях.

## Награды
- два ордена Красной Звезды
- орден Отечественной войны II степени
- орден «Знак Почёта»
- орден Трудового Красного Знамени
- орден Дружбы народов[2]
- медали: «За взятие Берлина», «За освобождение Варшавы», «За победу над Германией в Великой Отечественной войне 1941—1945 гг.» и «Двадцать лет Победы в Великой Отечественной войне 1941—1945 гг.»[1].